# Palestina en los Juegos Paralímpicos de Río de Janeiro 2016
Palestina estuvo representada en los Juegos Paralímpicos de Río de Janeiro 2016 por un deportista masculino. El equipo paralímpico palestino no obtuvo ninguna medalla en estos Juegos.